# ساكنات القريضة
هازجات او ساكنات القُرّيضة  (الاسم العلمي: Cisticolidae)، هي فصيلة طيور تتكون من 160 نوع من الطيور المغردة وتتواجد في المناطق الدافئه.

## التصنيف
تم تصنيفها عام 1872 بواسطة العالم كارل جاكوب سوندفال.